# Västerbottens mellersta domsagas valkrets
Västerbottens mellersta domsagas valkrets var i valen till andra kammaren 1866–1908 en egen valkrets med ett mandat. Valkretsen omfattade Västerbottens mellersta domsaga som geografiskt motsvarade dagens Robertsfors kommun samt de sydligare delarna av Skellefteå kommun. Valkretsen avskaffades vid införandet av proportionellt valsystem i andrakammarvalet 1911 och uppgick i Västerbottens läns norra valkrets. 

## Riksdagsmän
- Leonard Fahlander, lmp (1867–1869)
- Henrik Bexelius (1870–1872)
- Leonard Fahlander, lmp (1873–1878)
- Nils Boström (1879–1884)
- Oscar Tundal, lmp (1885–1886)
- Nils Boström, gamla lmp 1888–1894, lmp 1895–1905 (1887–1905)
- Carl Sædén, vilde 1906, lib s 1907–1908 (1906–1908)
- Olof Jonsson, lib s (1909–1911)

## Valresultat

### 1896
| Andrakammarvalet i Sverige 1896: Västerbottens mellersta domsagas valkrets | Andrakammarvalet i Sverige 1896: Västerbottens mellersta domsagas valkrets | Andrakammarvalet i Sverige 1896: Västerbottens mellersta domsagas valkrets | Andrakammarvalet i Sverige 1896: Västerbottens mellersta domsagas valkrets | Andrakammarvalet i Sverige 1896: Västerbottens mellersta domsagas valkrets |
| Kandidat                                                                   | Kandidat                                                                   | Röster                                                                     | Röster                                                                     | Röster                                                                     |
| Kandidat                                                                   | Kandidat                                                                   | Antal                                                                      | %                                                                          | +− %                                                                       |
| -------------------------------------------------------------------------- | -------------------------------------------------------------------------- | -------------------------------------------------------------------------- | -------------------------------------------------------------------------- | -------------------------------------------------------------------------- |
|                                                                            | Nils Boström                                                               | 278                                                                        | 66,4                                                                       |                                                                            |
|                                                                            | Närmaste kandidat                                                          | 78                                                                         | 18,6                                                                       |                                                                            |
|                                                                            | Övriga kandidater                                                          | 63                                                                         | 15,0                                                                       |                                                                            |
| Antal giltiga röster                                                       | Antal giltiga röster                                                       | 419                                                                        |                                                                            |                                                                            |
| Kasserade röster                                                           | Kasserade röster                                                           | 4                                                                          |                                                                            |                                                                            |
| Totalt                                                                     | Totalt                                                                     | 423                                                                        |                                                                            |                                                                            |

Valkretsen hade 21 387 invånare den 31 december 1895, varav 2 162 eller 10,1 % var valberättigade. 423 personer deltog i valet, ett valdeltagande på 19,6 %.

### 1899
| Andrakammarvalet i Sverige 1899: Västerbottens mellersta domsagas valkrets | Andrakammarvalet i Sverige 1899: Västerbottens mellersta domsagas valkrets | Andrakammarvalet i Sverige 1899: Västerbottens mellersta domsagas valkrets | Andrakammarvalet i Sverige 1899: Västerbottens mellersta domsagas valkrets | Andrakammarvalet i Sverige 1899: Västerbottens mellersta domsagas valkrets |
| Kandidat                                                                   | Kandidat                                                                   | Röster                                                                     | Röster                                                                     | Röster                                                                     |
| Kandidat                                                                   | Kandidat                                                                   | Antal                                                                      | %                                                                          | +− %                                                                       |
| -------------------------------------------------------------------------- | -------------------------------------------------------------------------- | -------------------------------------------------------------------------- | -------------------------------------------------------------------------- | -------------------------------------------------------------------------- |
|                                                                            | Nils Boström                                                               | 170                                                                        | 75,6                                                                       | ▲9,2                                                                       |
|                                                                            | Jonsson i Nysätra                                                          | 45                                                                         | 20,0                                                                       |                                                                            |
|                                                                            | Övriga kandidater                                                          | 10                                                                         | 4,4                                                                        |                                                                            |
| Antal giltiga röster                                                       | Antal giltiga röster                                                       | 225                                                                        |                                                                            |                                                                            |
| Kasserade röster                                                           | Kasserade röster                                                           | 4                                                                          |                                                                            |                                                                            |
| Totalt                                                                     | Totalt                                                                     | 229                                                                        |                                                                            |                                                                            |

Valet hölls den 3 september 1899. Valkretsen hade 21 906 invånare den 31 december 1898, varav 2 286 eller 10,4 % var valberättigade. 229 personer deltog i valet, ett valdeltagande på 10,0 %.

### 1902
| Andrakammarvalet i Sverige 1902: Västerbottens mellersta domsagas valkrets | Andrakammarvalet i Sverige 1902: Västerbottens mellersta domsagas valkrets | Andrakammarvalet i Sverige 1902: Västerbottens mellersta domsagas valkrets | Andrakammarvalet i Sverige 1902: Västerbottens mellersta domsagas valkrets | Andrakammarvalet i Sverige 1902: Västerbottens mellersta domsagas valkrets |
| Kandidat                                                                   | Kandidat                                                                   | Röster                                                                     | Röster                                                                     | Röster                                                                     |
| Kandidat                                                                   | Kandidat                                                                   | Antal                                                                      | %                                                                          | +− %                                                                       |
| -------------------------------------------------------------------------- | -------------------------------------------------------------------------- | -------------------------------------------------------------------------- | -------------------------------------------------------------------------- | -------------------------------------------------------------------------- |
|                                                                            | Nils Boström                                                               | 188                                                                        | 76,4                                                                       | ▲0,8                                                                       |
|                                                                            | A. Sehlstedt                                                               | 42                                                                         | 17,1                                                                       |                                                                            |
|                                                                            | Övriga kandidater                                                          | 16                                                                         | 6,5                                                                        |                                                                            |
| Antal giltiga röster                                                       | Antal giltiga röster                                                       | 246                                                                        |                                                                            |                                                                            |
| Kasserade röster                                                           | Kasserade röster                                                           | 3                                                                          |                                                                            |                                                                            |
| Totalt                                                                     | Totalt                                                                     | 249                                                                        |                                                                            |                                                                            |

Valet hölls den 7 september 1902. Valkretsen hade 22 142 invånare den 31 december 1901, varav 2 213 eller 10,0 % var valberättigade. 249 personer deltog i valet, ett valdeltagande på 11,1 %.

### 1905
| Andrakammarvalet i Sverige 1905: Västerbottens mellersta domsagas valkrets | Andrakammarvalet i Sverige 1905: Västerbottens mellersta domsagas valkrets | Andrakammarvalet i Sverige 1905: Västerbottens mellersta domsagas valkrets | Andrakammarvalet i Sverige 1905: Västerbottens mellersta domsagas valkrets | Andrakammarvalet i Sverige 1905: Västerbottens mellersta domsagas valkrets |
| Kandidat                                                                   | Kandidat                                                                   | Röster                                                                     | Röster                                                                     | Röster                                                                     |
| Kandidat                                                                   | Kandidat                                                                   | Antal                                                                      | %                                                                          | +− %                                                                       |
| -------------------------------------------------------------------------- | -------------------------------------------------------------------------- | -------------------------------------------------------------------------- | -------------------------------------------------------------------------- | -------------------------------------------------------------------------- |
|                                                                            | Carl Sædén                                                                 | 179                                                                        | 46,5                                                                       |                                                                            |
|                                                                            | Nils Boström                                                               | 151                                                                        | 39,2                                                                       | ▼37,2                                                                      |
|                                                                            | Olof Jonsson i Gumboda                                                     | 55                                                                         | 14,3                                                                       |                                                                            |
| Antal giltiga röster                                                       | Antal giltiga röster                                                       | 385                                                                        |                                                                            |                                                                            |
| Kasserade röster                                                           | Kasserade röster                                                           | 1                                                                          |                                                                            |                                                                            |
| Totalt                                                                     | Totalt                                                                     | 386                                                                        |                                                                            |                                                                            |

Valet hölls den 2 september 1905. Valkretsen hade 22 702 invånare den 31 december 1904, varav 2 366 eller 10,4 % var valberättigade. 386 personer deltog i valet, ett valdeltagande på 16,3 %.

### 1908
| Andrakammarvalet i Sverige 1908: Västerbottens mellersta domsagas valkrets | Andrakammarvalet i Sverige 1908: Västerbottens mellersta domsagas valkrets | Andrakammarvalet i Sverige 1908: Västerbottens mellersta domsagas valkrets | Andrakammarvalet i Sverige 1908: Västerbottens mellersta domsagas valkrets | Andrakammarvalet i Sverige 1908: Västerbottens mellersta domsagas valkrets |
| Kandidat                                                                   | Kandidat                                                                   | Röster                                                                     | Röster                                                                     | Röster                                                                     |
| Kandidat                                                                   | Kandidat                                                                   | Antal                                                                      | %                                                                          | +− %                                                                       |
| -------------------------------------------------------------------------- | -------------------------------------------------------------------------- | -------------------------------------------------------------------------- | -------------------------------------------------------------------------- | -------------------------------------------------------------------------- |
|                                                                            | Olof Jonsson i Gumboda                                                     | 676                                                                        | 49,5                                                                       | ▲35,2                                                                      |
|                                                                            | Nils Boström (höger)                                                       | 483                                                                        | 35,4                                                                       | ▼3,8                                                                       |
|                                                                            | Carl Sædén (liberal)                                                       | 207                                                                        | 15,1                                                                       | ▼31,4                                                                      |
| Antal giltiga röster                                                       | Antal giltiga röster                                                       | 1 366                                                                      |                                                                            |                                                                            |
| Kasserade röster                                                           | Kasserade röster                                                           | 7                                                                          |                                                                            |                                                                            |
| Totalt                                                                     | Totalt                                                                     | 1 373                                                                      |                                                                            |                                                                            |

Valet hölls den 27 september 1908. Valkretsen hade 23 302 invånare den 31 december 1907, varav 2 472 eller 10,6 % var valberättigade. 1 373 personer deltog i valet, ett valdeltagande på 55,5 %.